# Theodoros Triantafyllidis
Theodoros Triantafyllidis (* 10. Januar 1954 in Patras) ist ein griechischstämmiger deutscher Bauingenieur für Geotechnik und Hochschullehrer am KIT.
Triantafyllidis besuchte bis zum Abitur 1972 das Gymnasium in Patras und studierte  nach Vorsemester an der TH Karlsruhe (dem heutigen KIT) dort Bauingenieurwesen mit dem Diplom 1979 mit Vertiefung in konstruktivem Ingenieurbau. Er war danach bis 1989 wissenschaftlicher Mitarbeiter am Institut für Bodenmechanik und Felsmechanik bei Gerd Gudehus und wurde 1984 promoviert und 1989 habilitiert. Danach war er in der Bauindustrie, zunächst als Gruppenleiter Meß- und Regeltechnik bei Bilfinger & Berger in deren Hauptverwaltung, 1991 bis 1993 als Leiter der Abteilung Spezialtiefbau bei der Leighton-Brückner Foundation Engineering Ltd. in Hong Kong und Thailand und 1994 bis 1998 als Leiter des Zentralbereichs Technik bei Brückner Grundbau. Zu seinen Projekten gehörten die Baugruben am Potsdamer Platz in Berlin und für den Lehrter Bahnhof. Im März 1998 wurde er Professor für Grundbau und Bodenmechanik an der Ruhr-Universität Bochum und 2007 Leiter des Instituts für Boden- und Felsmechanik an der TH Karlsruhe als Nachfolger von Gudehus.
Er befasste sich mit Baugruben, Bodendynamik (z. B. Dynamik Eisenbahn-Gleiskörper und Auswirkungen Hochgeschwindigkeitszüge über Bodenschwingungen auf nahe Gebäude, dynamische Kopplung von Fundamenten über den Boden, zyklische Triaxialversuche für Erdbebengefährdung von Gründung von Kernreaktoren) und numerische Modellierung und Methoden (z. B. Randelementmethode), Spezialtiefbau und Tunnelbau. Bei
Bilfinger war er neben Spezialtiefbauprojekten (wie Baugruben mit Bohrpfahlwänden, Dichtwänden, Großbohrpfählen) schwerpunktmäßig mit Messtechnik befasst, so mit der Bestimmung des minimalen Durchmessers von HDI-Säulen mit Hydrophonen. Er entwickelte auch ein in der Praxis erprobtes Verfahren zur Verdichtung bereits vorverdichteter Hausmülldeponien und einen rückbaubaren Verpreßanker (erprobt an der Baustelle des Lehrter Bahnhofs).
Außerhalb Deutschlands ist er Mitglied der Ingenieurkammern in Hongkong und Griechenland.

## Schriften
- mit Achim Hettler, Anton Weißenbach: Baugruben, 3. Auflage, Ernst und Sohn 2018
- Planung und Bauausführung im Spezialtiefbau, Band 1, Schlitzwand- und Dichtwandtechnik, Ernst und Sohn 2004
- als Herausgeber: Holistic simulation of geotechnical installation processes : theoretical results and applications, Cham: Springer 2017